# Salto Mortale (film)
Salto Mortale is een korte film uit 2008 die is geproduceerd door Eyeworks in het kader van Kort! 8. De hoofdrollen worden gespeeld door Géza Weisz en Jochem Stavenuiter.

## Verhaal
Een acrobaat staat op het punt om zijn eerste salto mortale uit te voeren, de gevaarlijkste sprong. In flashbacks herbeleeft hij een traumatische gebeurtenis uit het verleden.